# Електротабло
Електротабло́ (рос.электротабло, англ. electric panel, нім. Elektrotableau n, Elekropaneel n) — щит з електричними сигнальними пристроями.
Розповсюджене в диспетчерських всіх гірничих, хімічних, енергетичних та ін. підприємств.
Є основною складовою сенсорного поля диспетчера.